# كلوتيلد دي فو
كلوتيد دى فو (3 أبريل 1815,باريس-5 أبريل 1846).شاعرة وكاتبة فرنسية.كانت صديقة للكاتب الفرنسى أوغست كونت.توفت في ريعان الشباب ودًفنت بمقبرة بير لاشيه.

## روابط خارجية
- كلوتيلد دي فو على موقع الموسوعة البريطانية (الإنجليزية)